# Melodik

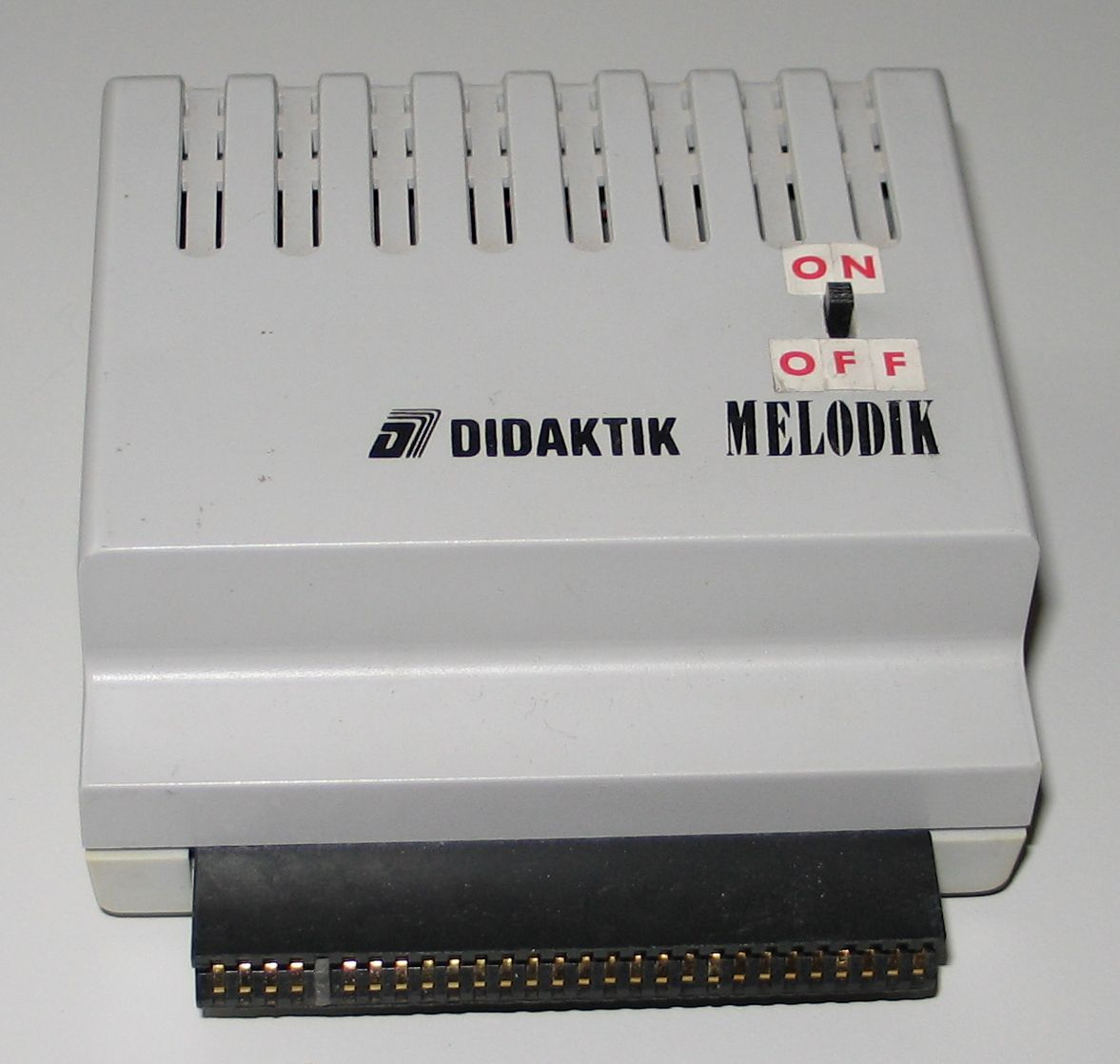
Melodik s vypínačem (vypínač je domácí úprava, výrobce Melodik vypínačem nevybavoval)

Melodik je hudební interface z rodiny počítačů Didaktik vyráběný výrobním družstvem Didaktik Skalica. Jeho základem je hudební čip AY-3-8912 zapojený stejně jako u ZX Spectra 128K. Melodik se stal základem dalších moderních interfaců s čipem AY.

## Charakteristika interface
Interface obsahuje vlastní reproduktor, pomocí konektoru Jack 3,5 je možné připojit Melodik k zesilovači. Výstup na konektoru Jack je zapojen jako tzv. ACB stereo, kdy kanál A je připojen na levý reproduktor, kanál B na pravý reproduktor a kanál C k oběma reproduktorům. 
Obal interface je provedený ve stejném stylu jako obal počítače Didaktik M, větrací otvory mají shodný tvar.
Přestože je interface obsazen čipem AY-3-8912, není vyvedena jeho paralelní brána, takže by postačovalo použít čip AY-3-8913.
Interface obsahuje průchozí systémový konektor, k počítači je tak možné připojit ještě další zařízení.

## Využití v programech a hrách
Existují hudební editory pro skládání hudby přehrávané čipem AY, např. Soundtracker či SQ-Tracker pro tvorbu hudby generované čipem AY, nebo Sample Tracker pro tvorbu samplované hudby.
Ne všechny hry, které obsahují hudbu pro čip AY, ji přehrávají i pomocí Melodiku připojeného k počítači se 48 KiB RAM a to hlavně ze dvou důvodů:
- hudba je u počítačů ZX Spectrum 128 uložena v rozšířené paměti,
- hra místo přítomnosti čipu AY testuje přítomnost rozšířené paměti ZX Spectra 128 (hra nepředpokládá kombinaci 48 KiB RAM + čip AY).[4]

V  je uveden seznam her, které využívají čip AY i na Spectru 48, tedy i na Didakticích.

## Technické informace
- hudební čip: AY-3-8912, 1,75 MHz

### Používané porty
| desítkově | šestnáctkově | význam                                    |
| 49149     | BFFD         | data hudebního čipu AY                    |
| 65533     | FFFD         | výběr datového registru hudebního čipu AY |